# 東南アジア大陸部言語連合
東南アジア大陸部言語連合 (とうなんあじあたいりくぶげんごれんごう、英: Mainland Southeast Asia linguistic area) は、言語連合の一つであり、東南アジア大陸部（カンボジア、ラオス、タイ、ミャンマー、ベトナム、及び長江以南の中国）に分布する一群の言語を指す。

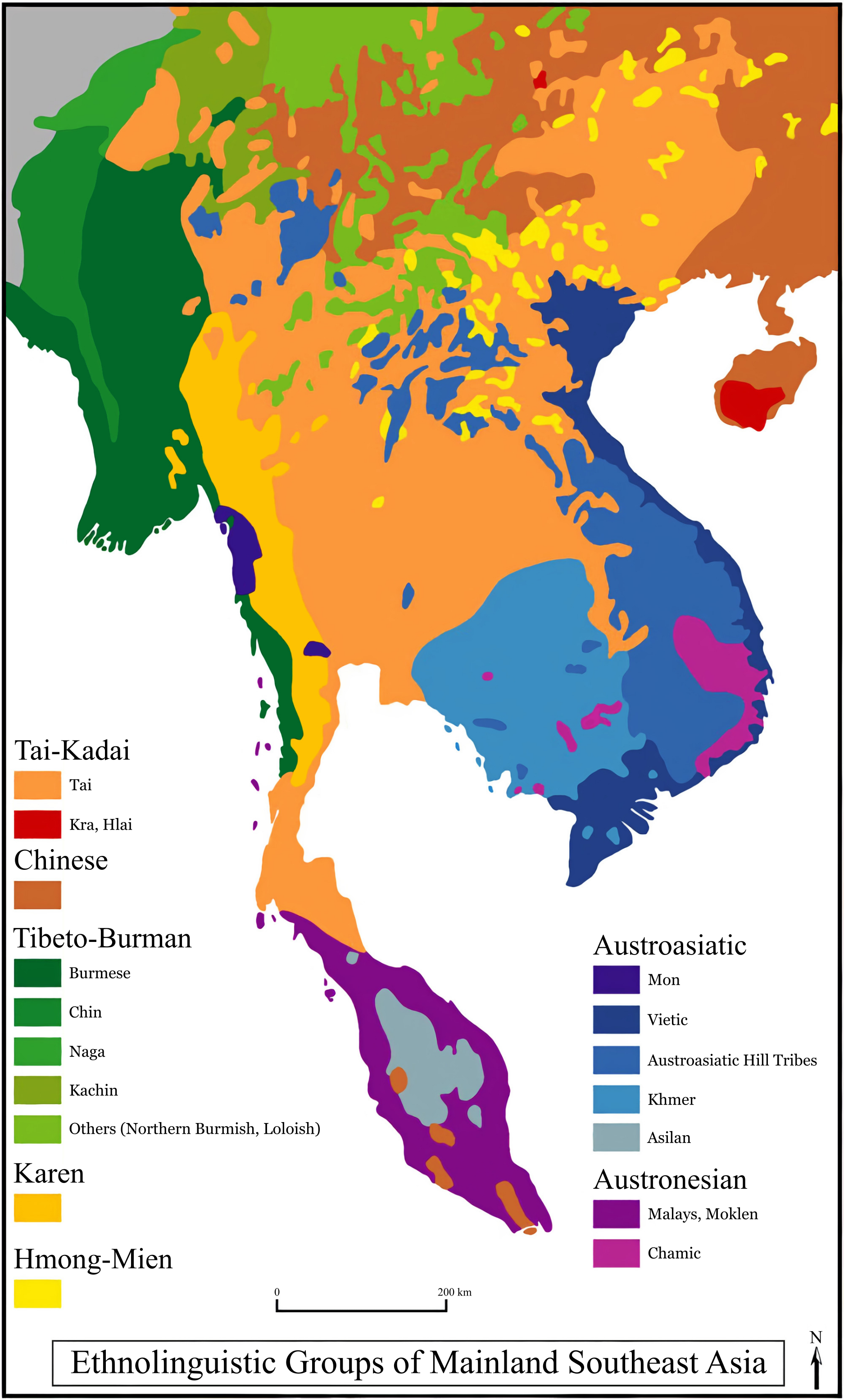
東南アジア大陸部における言語集団の分布

## 概要
東南アジア大陸部には、以下の語族に属する言語が見られる。
- シナ・チベット語族 (トランス・ヒマラヤ語族)
  - シナ語派 (漢語)
  - チベット・ビルマ語派
- タイ・カダイ語族 (クラ・ダイ語族)
- ミャオ・ヤオ語族 (フモン・ミエン語族)
- オーストロアジア語族 (ムンダ諸語は除く)
- チャム語 (オーストロネシア語族)

こうした系統上の多様性にもかかわらず、同地域の言語には一定の類型的な共通性が認められる。
この地域で話される言語の類似性は、マックス・ミュラーをはじめとする19世紀の比較言語学者により既に知られていた。オーガスタス・ヘンリー・キーンの「インド・シナ語族 (Indo-Chinese)」は、現在のトランス・ヒマラヤ語族に加えて、クラ・ダイ語族やフモン・ミエン語族を含むものであったが、今日ではこれら3語族は別系統の言語と見做されている (シナ・チベット語族#研究史も参照)。この定説に従えば、同地域の言語に見られる類似は、共通の祖語の存在よりもむしろ、長年の言語接触を通した語彙の借用や音韻・文法構造の収斂という観点から解釈されることになる。
ニコライ・トルベツコイがバルカン地域をモデルに提唱した「言語連合」の概念を初めて明示的に東南アジア大陸部へと適用したのはAlieva (1984) である。Alievaは他のオーストロネシア語族には見られないが、ベトナム語・クメール語・タイ語とは共通するチャム語の特質に着目し、この言語が他言語との接触を経て被った変化として以下のものを挙げている。
- 単音節から成る形態素の増加。
- 二重母音の発生。
- 声調や発声に関する音韻的対立の発生。
- 接辞の生産性の消失、接辞そのものの消失。
- 孤立語的な性格の高まり。
- 迂言的な構文の多用。

もっとも、この地域の言語が構造的に全く均一であるわけではない。ラーオ語の記述や東南アジアの地域類型論的研究に取り組んできたニック・エンフィールドは、対立する2つの「東南アジア言語」観を以下のように描写している：

The national languages of the area are the better-described and better-known languages, and they happen to share many typological features that characterize Thai, such as a tendency for monosyllabicity, a lack of productive affixation, and an elaborate numeral classifier system. [...] If, for example, one’s earliest and most in-depth work on MSEA languages was on Lao (as is the case with the present author), then languages like Lao and Thai would seem typical. [...] Another viewpoint [...] is that a typical MSEA language lacks lexical tone, has complex phonotactics including syllable-initial consonant clusters, and has productive derivational morphology, quite a contrast from the oft-cited set of features of MSEA languages. (Enfield 2018: 234-235)

この地域における国語は記述も多く、詳細がよく知られているが、そうした言語の間では、[例えば]タイ語を特徴付ける単音節性・生産的な接辞の欠如・複雑な助数詞体系といった、数多くの類型論的特質が共有されている。[...] 著者のように、大陸部東南アジア諸言語に関するキャリアの最初期の最も総合的な著作が、ラーオ語の文法書である者にとっては、ラーオ語やタイ語が典型的な言語のように思われる。それとは別に、典型的な大陸部東南アジア諸語は、語の区別に関わる声調を欠いており、音節初頭の子音連結のような複雑な音素配列や、生産的な派生形態論を備えているという観点もある。後者の観点は、大陸部東南アジアの特質としてしばしば挙げられるものとはかなり対照的である。(試訳)

ベトナム語を除くオーストロアジア語族においては、基本的に声調の対立が見られない一方、様々な文法的機能を持った接頭辞・接尾辞・接中辞を生産的に用いている言語も少なくない。また、中国語やベトナム語のような「典型的」な東南アジア語の間でも、その文法的差異は無視できるものではない。

## 音声・音韻
東南アジア大陸部言語連合を特徴付ける音声学的・音韻論的性質としては、次のようなものがある。
- 母音における長短の区別。
- 単音節語（英語版） (しばしば副音節（英語版）を伴う) に対する選好。
  - 副音節を伴う音節は一音節半 (sesquisyllable) と呼ばれる (後述)。
- 複雑な声調体系の存在、発声様式の区別。
- 入破音の使用。

### 一音節半
東南アジア大陸部の言語では、しばしば音節の前で「軽く」発音される要素が現れる。以下はビルマ語におけるその例である。
- စကား [zəɡá]「言語」
- နဂါး [nəɡá]「ナーガ」

ビルマ語の「軽音節」は単独で用いられることがなく、声調の区別が無く、母音も[ə]のように発音されるのみである。
音節の前にこのような「軽い」音節が出現する語の音韻的構造を、ジェイムズ・マティソフは一音節半語 (sesquisyllable) と呼んでいる。なお、マティソフは、クメール語の子音連結を一音節半の例示に用いている。
- [psaa]「市場」
- [ckaɛ]「犬」

類似した現象に幅広く適用されている「一音節半」であるが、エンフィールドは狭義の「一音節半」を「音韻的には/CC/なのに、音声的には[CǝC]として実現される子音連結で始まる音節」と規定している。Enfieldが挙げるのはベトナム語と近縁なクリー語 (オーストロアジア語族)の例である。
- /cakaaŋ/ [cakaːŋ]「手で長さを測る」
- /ckaaŋ/ [cǝkaːŋ]「スパン」

ここで狭義の「一音節半」に該当するのは/ckaaŋ/ [cǝkaːŋ]である。

### 声調・レジスター
声調 (tone) は意味の区別に関わるピッチのパターンを指す一方、レジスター (音韻論)は、きしみ声・息漏れ声といった発声様式における対立を指す。漢語をはじめとする「東南アジア」の声調言語では、4つから6つの声調を持つものが多い。例えば、官話では軽声を除いて4つ、広東語では6つの声調を区別する。一方、レジスターの区別は非声調言語のオーストロアジア語族にしばしば認められるほか、ベトナム語・ビルマ語・フモン語のような声調言語においても、特定の声調カテゴリーがきしみ声・息漏れ声を伴って実現されるのは珍しくない。
クリー語 (オーストロアジア語族)
- /ciinʔH/ [ci̤ːnˀ]「九」
- /ciinʔL/ [ceɪ̠ːnˀ]「調理済みの」[18]

白フモン語
- tob [toː˥˥]「深い」
- toj [toː˥˨]「丘」
- tov [toː˨˦]「水を加える」
- tos [toː˨˨]「待つ」
- to  [toː˧˧]「貫通させる」
- tog [to̤˦˨]「沈める」
- tom [toʔ˨˩]「そこ」[19]

東南アジアをはじめとする諸言語において声調の出現をもたらした音変化は声調発生と呼ばれる。声調発生の典型例は、頭子音における有声性の消失に伴って、後続する母音のピッチが弁別的と成るものである。

## 形態・統語・意味
東南アジア大陸部の言語は、形態論・統語論・意味論において、しばしば以下のような特徴を示す。
- 屈折形態論の欠如 (性・格・数・定性・時制の標識や一致の欠如)。
- 動詞連続構文の使用。
- 話題-題述構造の使用。
- ゼロ照応 (文脈から推測可能な名詞句の削除)。
- 豊富な文末助詞・擬態語・数詞類別詞。
- 複雑な代名詞体系。

### 語順
大陸部東南アジアの言語は、基本的に動詞-目的語型の語順を取る。目的語-動詞型の語順は、カレン諸語を除くチベット・ビルマ諸語に観察される。
もっとも主語以外の項が (しばしば専用の小辞を伴って) 話題化・焦点化した場合は、通常と異なる語順が現れうる (中国語の場合、OSVなど)。
中国語 (官話)
這本書
この本
我
私
看過
読んだことがある
一邊
一回
「この本は一回読んだことがあります。」
東部ポー・カレン語 
ʔáɴ
食べる
kʊ́
菓子
kənī
(限定)
həkhwâ
男
lɔ̂
(断定)
「男だけが菓子を食べた。」

### 動詞連続構文
複数の動詞が同一節内で連結標識を伴わず単一の述語と成る構文は動詞連続構文と呼ばれる。
アカ語 (チベット・ビルマ語派・ロロ諸語) 
àjɔ̀q
3
àzàq
豚
dì
打つ
sɛ̀q
死ぬ
mɛ́
文末助詞
「彼は豚を屠る。」
ラーオ語では、6つの動詞を含む連続も可能である。
ラーオ語
paj3
行く
qaw3
つかむ
sùa1
マットレス
long2
降りる
maa2
来る
puu3
横たえる
haj5
与える
nik1
ニック
「ニックのためにマットレスを取りに行って置いておく」

### 数詞類別詞
通言語的には名詞類別詞と数詞類別詞は異なるカテゴリーに属しうる一方、東南アジア大陸部の言語に関してはその限りでない。例えば、広東語やフモン語では、類別詞が数詞を伴わずに単独で名詞に付くことができる。なお、数詞を伴う際は類別詞の使用が義務的となる。
フモン語
ib
一
tus
CL
tub
人
txiv
送る
「使者一人」
Huab-tais
皇帝
nrhiav
見つける
tau
得る
tus
CL
poj-ntsuag...
窓
「皇帝はその窓を見つけて...」
オーストロアジア語族では類別詞があまり見られない。
類別詞とは別に、ある名詞を用いる際、その上位概念を表す名詞も共に用いられる傾向が、大陸部東南アジアの言語には見られる。
中国語
我想吃鮭魚。
「私はサーモンを食べたい」
直訳：私はサーモン魚を食べたい。
白フモン語
- txiv「果物」
  - txiv duaj「桃
  - txiv txhais「マンゴー」
  - txiv tsawb 「バナナ」
- ntses「魚」
  - ntses nab「ウナギ」(魚-ヘビ)
  - ntses choo「エイ」[35]

### 擬態語
「知覚心象を叙述する有標な語」を指す擬態語 (ideophones) は、欧文における東南アジア言語研究では伝統的に"expressives"と呼ばれてきた。擬態語は構成上、脚韻ないし頭韻を踏んだ二つの音節から成ることが多い。以下に示したのは、ベトナムで話されるオーストロアジア語族のチュラウ語における擬態語の一部である。
- hǔl hǔl 「静かに座っている」
- khǔch khǔch 「沢山の魚」
- khyơng khyơng 「ぎこちなく歩いている」
- klơ klơ 「ぼんやりとした」
- lǎq lǎq 「じっと座っている、病気の」
- caprǎh caprǎng 「ばらばらになっている」
- ravênh rawai 「くらくらしている」
- mbǎq mban 「不器用な」
- mlǔq mlǎq 「汚れている」

また、擬態語は特定の語とセットになって現れるものも多い。
ラーオ語の例 
- laan4「禿げている」
  - laan4 qùù4-khùù4「完全に禿げている」
  - laan4 khim1-mim1「やや禿げている」
- nòòn2「横たわる」
  - nòòn2 khòò5-lòò5「子供のように横たわる」
  - nòòn2 qêêk1-lêêk4「だらだらと横たわる」

こうした典型的な擬態語の他に、漢語の成語 (chéng yǔ、
四字熟語) のような四音節の詩的な慣用表現も、東南アジア言語連合においてはしばしば認められる。
ラーオ語の例 

## 文法化
言語連合の中で共有される事象には、音変化に加えて (例: 声調発生)、文法化のような通時的な言語変化も含まれる。大陸部東南アジア地域における文法化の特徴として、文法範疇が義務的に標示されるようにはならない点、単一の形式が様々な機能を同時に持つようになる点が挙げられる。また、複数の言語間で幾つかの相似した文法化の経路が観察されている。
- 「もの」を意味する名詞 → 属格標識[45]
  - タイ語 : khɔ̌ɔng
  - ベトナム語 : của
  - クメール語 :  rɔbɑh

- 「住む/～にある」→ 進行相 → 「～で/～に」[46]
  - ラフ語 : chɛ̂
  - ビルマ語 : nei
  - タイ語 : jùu
  - 官話 : 在 (zài)
  - ベトナム語 : ở
  - ヤオ語 : yiəm
  - フモン語 : nyob

- 「与える」→ 使役/受益者格（英語版）[47]
  - ラフ語 : pî
  - ヤオ語 : pun
  - ベトナム語 : cho
  - タイ語 : hâi
  - クメール語 : qaoy
  - 官話 : 給 (gěi)